# Ah! Les belles bacchantes
Ah! Les belles bacchantes è un film del 1954 diretto da Jean Loubignac e interpretato da Robert Dhéry e Louis de Funès. Noto anche con il titolo francese Femmes de Paris e in inglese con Peek-a-boo (USA).

## Trama
Robert Dhéry, direttore del teatro Folies-Méricourt, pubblicizza il suo nuovo spettacolo dal titolo "Ah! Les belles bacchantes" e svolge le prove musicali con la compagnia di ballo. Il commissario di polizia, Michel Leboeuf, incuriosito e allarmato dai manifesti audaci, decide di indagare e va alle prove per vedere se il musical contenga qualcosa di troppo risqué. Dhéry lo scambia per un attore comico e gli offre un ruolo nel suo spettacolo...

## Critica
Il film è tutto una miscela di danze, sfilate di bellezza e frenetica commedia. Adattamento della stravaganza musicale di Robert Dhéry del 1950, Ah ! Les belles bacchantes con l'allora nota troupe Les Branquignols, il film trasmette una sensazione di energia e divertimento, dando una vivida idea del music-hall di questo periodo. Un nutrito cast, con alcuni interpreti di grande talento, e il fatto che si utilizzi a pieno la fotografia a colori, rende la pellicola di forte impatto visivo.